# Петровка (Кемеровский городской округ)
Петровка — упразднённый посёлок находившийся в административном подчинении поселка Промышленновский Кемеровского городского округа Кемеровской области. Исключен из учётных данных в 2001 году.

## География
Посёлок располагался на правом берегу реки Осиновка (приток реки Большая Промышленная), на расстоянии примерно 1,5 км по прямой к северо-западу от села Андреевка.

## История
Посёлок возник в 1902 году. По данным на 1926 году посёлок Петровский состоял из 71 хозяйства. В административном отношении входил в состав Андреевского сельсовета Кемеровского района Кузнецкого округа Сибирского края.
Решением Кемеровского ОИК № 204/271 от 4 июня 1963 г. населённый пункт Петровка Андреевского сельсовета передан в административное подчинение Промышленновскому поссовету.

## Население
По переписи 1926 г. в поселке проживал 414 человек (212 мужчин и 202 женщины), основное население — русские.